# Лахта (станция)
Ла́хта — железнодорожная станция Сестрорецкого направления Октябрьской железной дороги в Санкт-Петербурге, в центре исторического района Лахта, рядом с Приморским шоссе. На станции два пути и две боковые платформы. В большинстве случаев на станции происходит разъезд электропоездов. На обеих платформах находятся скамейки с навесом, где вывешено расписание. По состоянию на 2025 год билетная касса на станции отсутствует.

## История

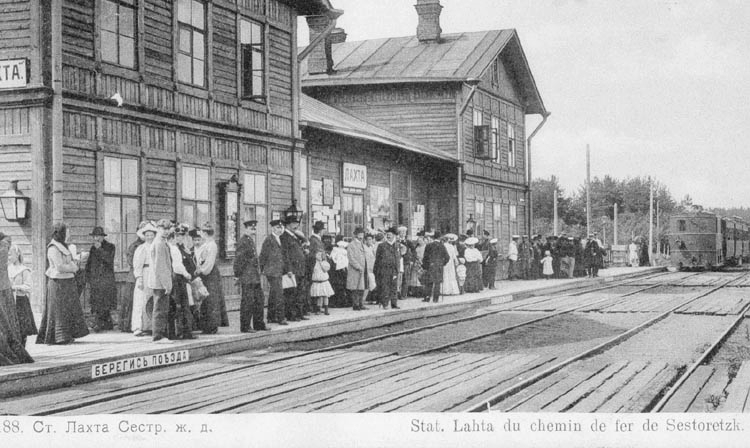
Железнодорожная станция Лахта в 1900-х годах

Станция была открыта 12 июля 1894 года одновременно с пуском участка Узловая — Лахта Приморской Санкт-Петербург-Сестрорецкой железной дороги и была конечной до ввода линии Лахта — Раздельная 31 октября 1894 года.
На станции был построен вокзал, не сохранившийся до настоящего времени (был разобран). Здание вокзала находилось в створе Вокзальной улицы (ныне улица Красных Партизан), то есть несколько ближе современной платформы направления на Санкт-Петербург.
После наводнения 23 сентября 1924 года, в результате которого водой были снесены дамба и мост через Лахтинский разлив, станция некоторое время бездействовала. В 1934 году Ленсовет премировал станцию как выполнившую задание конкурса на звание лучшей станции. В 1941—1943 годах станция использовалась исключительно для стоянки военных поездов; в районе Ключевого проспекта от основного хода отходила небольшая ветка для ночной стоянки бронепоездов.
После войны пути были реконструированы, устроены высокие платформы.
1 июня 1952 года Cестрорецкая линия была электрифицирована.
Последняя реконструкция путей прошла в 2005 году.
Рядом со станцией в 2006 году был открыт первый магазин OBI в Санкт-Петербурге — «OBI — Лахта».

### Узкоколейная железная дорога
В 1916 году акционерным обществом «Лахта» была построена узкоколейная железная дорога, которая вела от станции Лахта до торфозафода, который находился между посёлками Каменка и Конная Лахта. Дорога пролегала вдоль Коннолахтинского проспекта и Вокзальной улицы. У станции Лахта находился перегрузочный пункт (на его месте сейчас расположено кольцо бывшего автобусного маршрута). Длина линии составляла 4 км. Разобрана в 1970-е годы.